# پرچم کوزوو
پرچم جمهوری کوزوو پرچمی است که در ۱۷ فوریه ۲۰۰۸ توسط مجلس کوزوو بلافاصله پس از اعلان استقلال کوزوو از صربستان به تصویب رسید. این پرچم نتیجهٔ یک رقابت بین‌المللی طراحی بود که توسط تیم اتحاد کوزوو، که از پشتیبانی سازمان ملل متحد برخوردارست، برگزار شد و در حدود هزار اثر در این رقابت شرکت داده‌شدند. طراحی کنونی ایده‌ای است که «محمر ابراهیمی» ارائه کرد. در این طرح شش ستارهٔ سفید در آسمانی بر فراز نقشهٔ طلایی کوزوو، با زمینه‌ای آبی‌رنگ، نشان داده شده‌اند. شش ستاره نشانگر شش قومیت تشکیل‌دهندهٔ سرزمین کوزوو هستند.
پیش از اعلام استقلال، کوزوو تحت لوای سازمان ملل بود و از پرچم آن برای اهداف رسمی بهره می‌جست. از دوران جمهوری فدرال سوسیالیست یوگسلاوی جمعیت‌های آلبانیایی و صرب پرچم‌های مختص به خود را داشته‌اند. صرب‌ها از پرچم سه‌رنگ سرخ، آبی و سفید استفاده می‌کنند که برپایه پرچم صربستان کنونی است. مردم آلبانیایی نیز از پرچم آلبانی از دهه ۱۹۶۰ به عنوان پرچم ملی بهره برده‌اند. هر دو پرچم هنوز هم در کوزوو دیده می‌شود و مورد استفاده قرار می‌گیرد.

## طراحی و ساختار

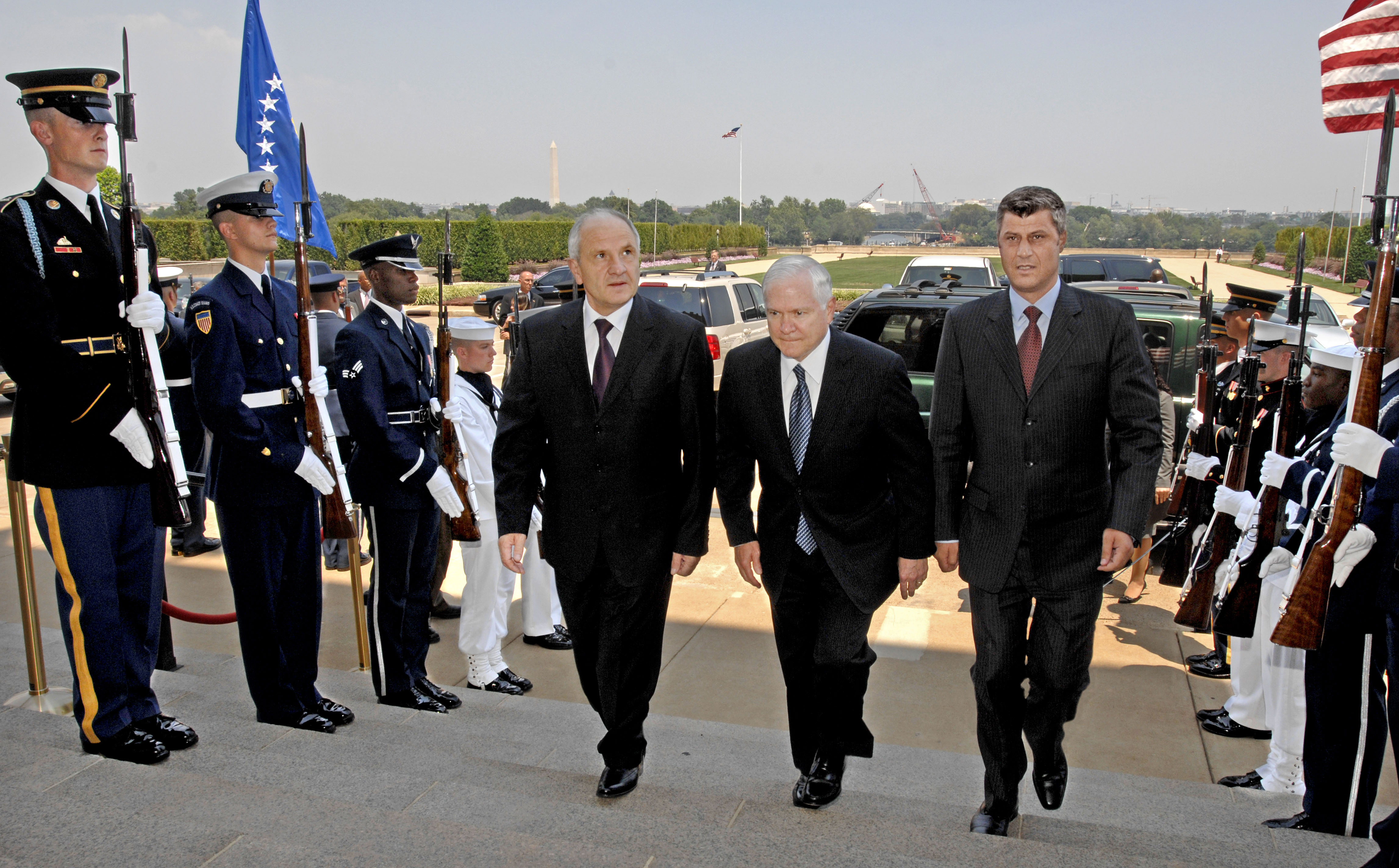
پرچم به اهتزاز درآمدهٔ کوزوو در پنتاگون در ۱۸ جولای ۲۰۰۸.

پرچم کوزوو از نقشهٔ کوزوو و شش ستارهٔ سفید تشکیل شده‌است که در یک زمینهٔ آبی جای گرفته‌است. شش ستاره نشانگر شش قومیت بزرگ کوزوو هستند: آلبانیایی‌ها، صرب‌ها، ترک‌ها، گورانی‌ها، کولی‌ها (اغلب با گروه‌های قومی آشکالی و قبطی) و بوسنیایی‌ها. به‌طور غیررسمی، گاهی شش ستاره به عنوان نماد شش ناحیه در نظر گرفته می‌شود، که طبق نظر ملی‌گرایان افراطی آلبانیایی تشکیل‌دهندهٔ آلبانی بزرگ هستند: آلبانی، کوزوو، قسمت غربی جمهوری مقدونیه، قسمت شمالی یونان، بخش‌هایی از مونته‌نگرو و دره پرشوسکا در جنوب صربستان. پرچم کوزوو در استفاده از اشکال و رنگ‌ها مشابه پرچم بوسنی و هرزگوین است (با ستارگانی سفید، اشکالی زرد و زمینهٔ آبی). همچنین ستارگان و رنگ آبی زمینهٔ پرچم کوزوو مشابه پرچم اتحادیه اروپا است و این الگوبرداری دارای پیامی است؛ این که کوزوو کشوری با تنوع قومیتی است.
در میان پرچم‌های ملی استفاده از نقشه به عنوان یک عنصر طراحی غیرمعمول است؛ تنها پرچم قبرس چنین عنصری دربردارد. در زمان برگزاری مسابقه نسبت پرچم ۲:۳ اعلام شد، با این حال با تصویب قانون پروتکل دیپلماتیک کوزوو در آوریل ۲۰۰۹، این نسبت به ۱:۱٫۴ تغییر یافت. (در صورت بیان صحیح و بدون اعشار می‌بایست نسبت آن را ۵:۷ دانست). رنگ‌ها و ساختمان پرچم کوزوو به صورت دقیق هنوز تعیین نشده‌اند؛ ولی یک سند رسمی دولتی رنگ‌های پرچم را در مدل رنگی سی‌ام‌وای‌کی ارائه می‌دهد. مقادیر غیررسمی در مدل رنگی آرجی‌بی نیز از سال ۲۰۰۹ به صورت دستی به دست آمده‌اند. شیوهٔ استفاده از پرچم کوزوو در قانون تنظیم شده‌است: «قانون استفاده از نمادهای دولتی کوزوو» با این حال، حکومت صربستان مخالف استفاده از پرچم کوزوو در نشست‌ها و گردهمایی‌های بین‌المللی است.

### رنگ‌ها و اندازه
| سامانهٔ نامگذاری             | آبی        | طلایی      | سفید    |
| --------------------------- | ---------- | ---------- | ------- |
| مدل رنگی سی‌ام‌وای‌کی (حکومتی) | ۱۰۰-۸۰-۰-۰ | ۰-۲۰-۶۰-۲۰ | ۰-۰-۰-۰ |
| شانزده‌تایی (حکومتی)         | #244aa5    | #d0a650    | #ffffff |
| شانزده‌تایی (غیررسمی)        | #183884    | #dbbb5b    | #ffffff |

| استفاده                                 | طول و عرض (به سانتی‌متر) |
| --------------------------------------- | ----------------------- |
| در فضای بیرونی (میلهٔ ۱۰ متری روی زمین)  | کمتر از ۳۵۰ × ۴۹۸       |
| در فضای بیرونی (میلهٔ ۱۰ متری روی ایوان) | ۲۰۰ × ۲۸۰               |
| در فضای داخلی (میلهٔ ۲٫۵ متری)           | ۱۰۷ × ۱۵۰ یا ۱۵۰ × ۲۱۰  |
| رومیزی                                  | ۱۶ × ۲۳                 |

## تاریخ کوزوو پیش از اعلام استقلال

جایگاه کوزوو در میان جمهوری‌های یوگسلاوی سابق و قلمرو صربستان.

پس از استقرار حزب کمونیست یوگسلاوی، کوزوو در سال ۱۹۴۶ ناحیهٔ خودمختاری در صربستان شد و در ۱۹۶۳ استان خودمختاری در صربستان شد. در سال ۱۹۷۴ با تغییراتی در قانون اساسی یوگسلاوی، کوزوو خودمختاری بیشتری از صربستان به دست آورد و توانست درس آلبانیایی را وارد برنامهٔ مدارس کند.
در طول دههٔ ۱۹۸۰ تنش بین جوامع آلبانی و صرب در استان افزایش یافت. قومیت آلبانیایی خواستار خودمختاری بیشتر برای کوزوو بودند و صرب‌ها می‌خواستند رابطه کوزوو با دولت صربستان نزدیک‌تر شود ولی علاقه آلبانیایی‌ها نسبت به ضمیمه شدن به خاک آلبانی بسیار کم بود، زیرا حکومتی با مشی استالینیسم در آنجا حاکم بود و مردم آلبانی استانداردهای زندگی ضعیف‌تری نسبت به مردمان کوزوو داشتند. در آغاز مارس ۱۹۸۱، دانش‌آموزان آلبانیایی کوزوو تظاهراتی با هدف بدل شدن کوزوو به یک جمهوری مستقل یوگسلاوی ترتیب دادند که ابعاد بزرگی یافت و سرکوب شد.
قانون اساسی جدید به‌طور قابل توجهی باعث کاهش اختیارات استان و اجازه به دولت صربستان برای اعمال کنترل مستقیم بر بسیاری از مواردی که سابقاً در حوزهٔ اختیار سیاسیون کوزوو بود، شد. به‌طور خاص، تغییر قانون اساسی کنترل پلیس، سیستم قضایی، اقتصاد، نظام آموزش و پرورش و سیاست‌های زبانی را به دولت صربستان واگذار می‌کرد. بسیاری از اقلیت‌های صربستان که این قانون را موجب مرکزگرایی و کنترل هرچه بیشتر دولت صربستان بر استان‌های تابع می‌دانستند، با آن مخالفت ورزیدند. زبان آلبانیایی با محدودیت‌های بسیاری مواجه شد. رسانه‌های دولتی از این زبان منع شدند و برخی را بستند. کتب درسی آلبانیایی حذف شدند و استادان اخراج گشتند.
نهایتاً جنگ کوزوو شکل گرفت که از ۵ مارس ۱۹۹۸ تا ۱۱ ژوئن ۱۹۹۹ ادامه داشت و در آن نیروهای جمهوری فدرال یوگسلاوی (و سپس صربستان و مونته‌نگرو) با نیروهای آلبانیایی‌تبار کوزوو موسوم به ارتش آزادی‌بخش کوزوو به مبارزه پرداختند. پس از شکست خوردن مذاکرات دیپلماتیک، ناتو با توجیه «جنگ بشردوستانه» بودن وارد معرکه شد. بعدها سازمان ملل متحد ادعا کرد که در این نبردها، نیروهای یوگسلاوی با مجموعه‌ای سیستماتیک از قتل، ترور، تجاوز جنسی و بدرفتاری‌های دیگر قصد نابودی قومیت آلبانیایی را داشته‌اند.
نیروهای صرب و یوگسلاو در پیمانی به جنگ خاتمه دادند و پذیرفتند تا با خروج نظامی از کوزوو، به استقرار نیروهای بین‌المللی تن دهند. ارتش آزادی‌بخش کوزوو نیز از بین رفت و اعضایش در مناطق دیگر صربستان و مقدونیه به مبارزه پرداختند یا هنگام تشکیل پلیس کوزوو به آن پیوستند.
پس از پایان جنگ، شورای امنیت سازمان ملل متحد قطعنامه ۱۲۴۴ را تصویب کرد که کوزوو را تحت مدیریت سازمان ملل متحد (UNMIK) قرار داد و KFOR را به عنوان یک نیروی حافظ صلح تحت رهبری ناتو تأسیس کرد. مجلس کوزوو در ۱۸ فوریه ۲۰۰۸ رأی به استقلال از صربستان داد.

## تاریخچه پرچم‌های کوزوو پیش از استقلال
تا سال ۲۰۰۸ کوزوو پرچم به‌خصوصی نداشت ولی تحت لوای پرچم‌های مختلفی بود. به هر حال، در دوره‌های مختلف تاریخی، پرچم‌های گوناگونی به اهتزاز درآمدند. پیش از سال ۱۹۶۹، تنها پرچم‌هایی که به صورت قانونی می‌توانستند برفراشته شوند، پرچم‌های یوگسلاوی و جمهوری سوسیالیستی صربستان بودند. اگر یک فرد ناسیونالیست به‌طور مثال آلبانیایی، صرب یا کروات پرچم دیگری را به نمایش درمی‌آورد، می‌بایست برای آن متحمل مجازات زندان می‌شد.
در سال ۱۹۶۹، آلبانیایی‌های کوزوو توانستند از پرچم آلبانی به عنوان پرچم ملی استفاده کنند. البته می‌بایست در پرچم از نشان ستارهٔ سرخ، که نشان یوگسلاوی بود، استفاده می‌شد. البته حتی بدون این التزام نیز، در آن دورهٔ زمانی پرچم جمهوری سوسیالیست خلق آلبانی دارای ستاره‌ای سرخ بالای، عقاب دوسر، بود. مدتی بعد تمامی اقوام کوزوو مجاز شدند تا پرچم‌های مختص به خود را داشته باشند و طبق قوانین از آن‌ها استفاده کنند.

پرچم اقلیت آلبانیایی یوگسلاوی

پیش از مرگ رهبر یوگسلاوی، تیتو، و تجزیهٔ یوگسلاوی، درخواست‌هایی مبنی بر ممنوعیت استفاده از پرچم آلبانی مطرح می‌شد با این توجیه که مردم کوزوو نمی‌خواهند تحت لوای پرچم کشوری خارجی زندگی کنند. این تمایلات در «درخواست ۲۰۱۶» به اوج خود رسید و در میان چندین مورد دیگر، از کوزوو خواسته شد تمامی نمادهای مرتبط با آلبانی را از بین ببرد و به صربستان بپردازد.صرب‌ها همچنین اقدام به حذف ستارهٔ سرخ از پرچم یوگسلاوی کرده و از آن برای تظاهرات در مقابل جمعیت آلبانیایی استفاده کردند و به ترویج تئوری «صربستان بزرگ» پرداختند.
در زمان ادارهٔ کوزوو توسط سازمان ملل متحد، پرچم سازمان ملل در کوزوو برفراشته می‌شد. با این حال، آلبانیایی‌تباران کوزوو از پرچم آلبانی استفاده می‌کردند. پرچم آلبانی در ساختمان‌های عمومی هم مورد استفاده قرار گرفته بود، گرچه مقررات سازمان ملل مخالف این اقدام بود. طبق این مقررات فقط پرچم سازمان ملل متحد و سایر پرچم‌های مجاز، مانند پرچم شهرها، می‌توانست در ساختمان‌های عمومی باشد. طبق مقررات سازمان ملل متحد، اگر پرچم آلبانی بود، پس باید پرچم صربستان هم می‌بود. با این حال، این کار هرگز در عمل انجام نشد و پرچم آلبانی در طول دورهٔ ادارهٔ کوزوو توسط سازمان ملل در آنجا استفاده می‌شد.

## مسابقه برای یک پرچم جدید
در رقابتی که برای طراحی پرچم جدید کوزوو در ژوئن ۲۰۰۷ برگزار شد، ۹۹۳ طرح پذیرش شد. تحت شرایط مذاکرات سازمان ملل متحد، همه این نمادها می‌بایست ماهیت چند قومی کوزوو را منعکس می‌کردند، و از کشیدن عقاب‌های دوسر آلبانیایی و صربی یا استفاده از طرح‌های رنگی تنها قرمز و سیاه یا سفید-قرمز-آبی اجتناب می‌شد. چون سرخ و سیاه رنگ‌های به کار رفته در پرچم آلبانی و سفید، سرخ و آبی رنگ‌های موجود در پرچم صربستان بودند. علاوه بر آن، تمامی پرچم‌ها می‌بایست در شکل مستطیل و با تناسب ۲:۳ می‌بودند. کمیسیون نمادهای کوزوو در نهایت سه طرح را پذیرفت، که بعداً توسط مجلس کوزوو (با اکثریت دو سوم آرا مورد نیاز برای تصویب) به رأی گذاشته شد و پس از آن که اعلام استقلال انجام شد، نتایج را علنی کردند. سه طرح نهایی در ۴ فوریه ۲۰۰۸ به مجلس فرستاده شده‌بود.

### پیشنهادها و گزینه‌های نهایی
- زمینه‌ای آبی با نقشهٔ کوزوو در میان پنج ستاره. ستاره‌ها در اندازه‌های متفاوتی هستند و گروه‌های قومی مختلفی را، که در کوزوو زندگی می‌کنند، نشان می‌دهند. بزرگترین ستاره، قومیت آلبانیایی است.[۵۲]
- یک پرچم سه‌رنگ عمودی از رنگ‌های سرخ، سفید و سیاه.[۵۵]
- یک پرچم سه‌رنگ عمودی از رنگ‌های سرخ، سفید و سیاه که یک مارپیچی در وسط آن بود.[۵۵]

نمایندگان مجلس در تاریخ ۱۷ فوریه ۲۰۰۸ برای استفاده از اولین پیشنهاد رأی دادند. نسخهٔ اصلاح شده یک ستاره اضافی دارد، ستارگان با اندازهٔ برابرند، ستاره‌ها و نقشه‌ها تغییراتی کرده‌اند، نقشه بزرگتر شده و ستاره‌ها در یک منحنی بالای نقشه قرار گرفتند.

پرچمی که در نهایت انتخاب شد
پیشنهاد اصلی که منجر به پرچم نهایی شد
پیشنهاد جایگزین دیگر
پیشنهاد جایگزین دیگر

## پرچم‌های دیگر
اقلیت‌های آلبانیایی و صرب در کوزوو همچنان از پرچم‌های ملی خود بهره می‌برند. از دوران یوگسلاوی سابق، پرچم آلبانی توسط آلبانیایی‌های کوزوو مورد استفاده قرار می‌گرفته‌است و آلبانیایی‌های کوزوو تا مدت‌ها پس از رسمیت پرچم کوزوو، پرچم آلبانی را ترجیح داده و آن را میراث تاریخی خود می‌دانستند. قومیت آلبانیایی کوزوو برای پرچم آلبانی ارزش و اهمیت بالایی قائلند و در صورت بی‌احترامی با آن واکنش شدیدی نشان می‌دهند. آنان در مراسم‌های «روز پرچم آلبانی»، که سالگرد آزادسازی آلبانی است، شرکت می‌کنند. هاشم تاچی، نخست‌وزیر کوزوو، با حضور در یکی از این مراسم‌ها، ضمن تأکید بر استقلال کوزوو، آلبانیایی‌ها را صاحب دو کشور کوزوو و آلبانی دانست.
همچنین اقلیت کولی‌تبار کوزوو (آشکالی‌ها) از پرچم جداگانه‌ای برخوردار هستند.

### استفاده از پرچم صربستان

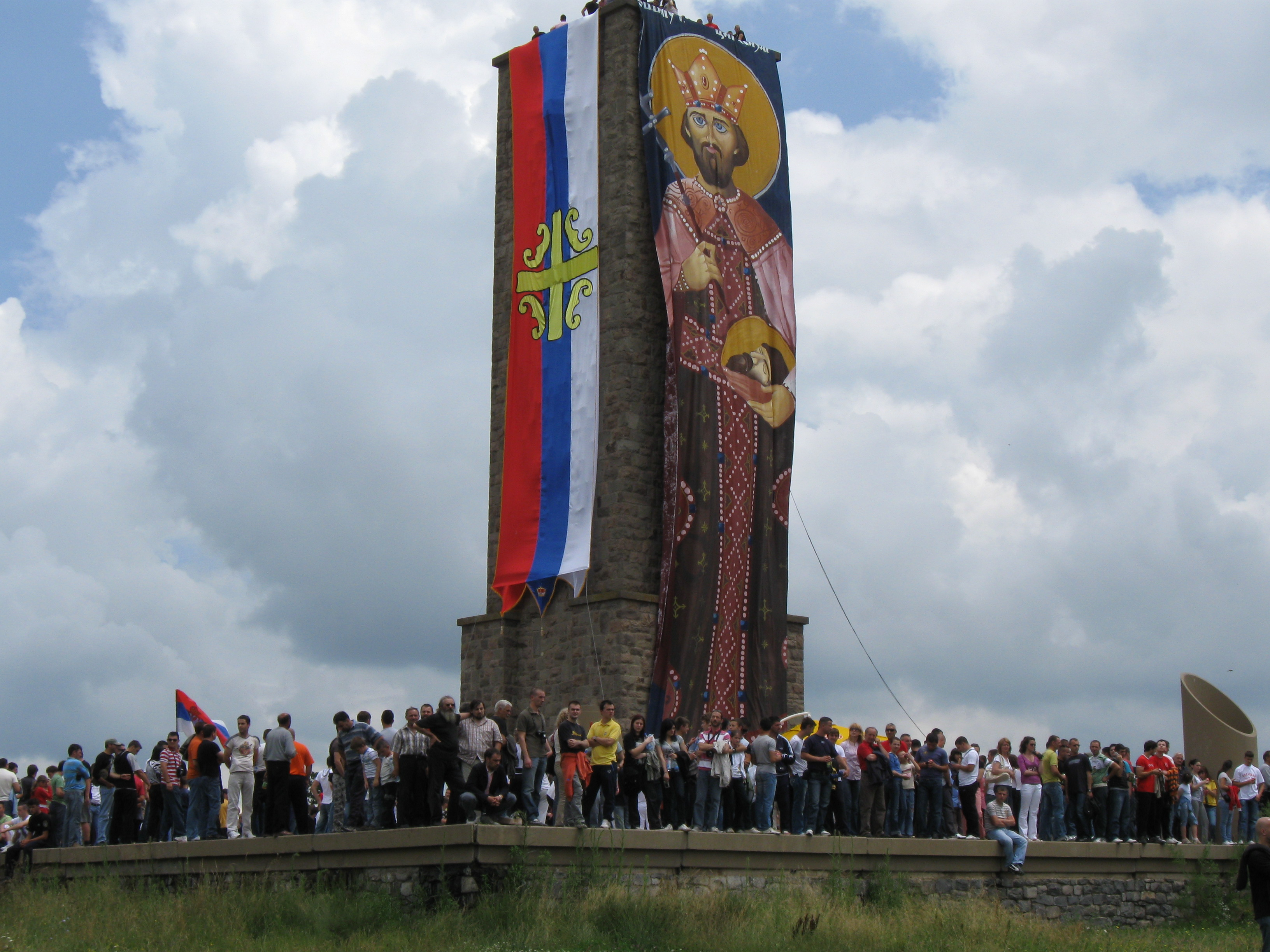
جشن ویدوان با پرچم کلیسای ارتدکس صربی

صربستان جدایی کوزوو را نپذیرفته و آن را قلمروی با ادارهٔ سازمان ملل متحد و تحت حاکمیت خود می‌داند که استان خودمختار کوزوو و متوهیا (صربی: Аутономна Покрајина Косово и Метохија, Autonomna Pokrajina Kosovo i Metohija) را، به گونه‌ای که قانون اساسی صربستان از سال ۲۰۰۶ بیان داشته، تشکیل می‌دهد.
تا چند ماه پس از اعلام استقلال کوزوو، پرچم صربستان هنوز در ساختمان‌های اداری دولتی دیده می‌شد، تا زمانی که رسماً دولت کوزوو جایگزین و مستقر شد. پرچم‌های صربستان و کلیسای ارتدکس صربی در اعتراض‌ها به استقلال کوزوو دیده شد و هنوز هم توسط اقلیت صرب در شمال کوزوو استفاده می‌شود. با این حال، یک نفر توسط هیئت منصفهٔ EULEX در ۱۹ نوامبر ۲۰۰۹ برای حمل و اهتزاز پرچم صربستان در مسجدی در جنوب کوسوفسکا متروویسا محکوم شد. (وی اتهامات دیگری من‌جمله تلاش برای قتل یک افسر پلیس نیز داشته‌است).

### پرچم‌های اسلام‌گرایان
با توجه به مسلمان بودن اکثریت مردم کوزوو، مواردی از استفاده از پرچم دولت اسلامی (معروف به داعش) نیز در کوزوو وجود داشت که به رأی دادگاه‌های این کشور محکوم شد و به عنوان تبلیغ و ترویج برای پیوستن به این گروه تشخیص داده شد.

## دیگر پیشنهادهای رسمی

«پرچم داردانیا»

ابراهیم روگووا، نخستین رئیس‌جمهور کوزوو، در تاریخ ۲۹ اکتبر ۲۰۰۰ «پرچم داردانیا» را معرفی کرده‌بود. پرچم دارای زمینهٔ آبی بود که یک دیسک قرمز با حاشیه طلایی در میان آن بود. طرح درون این پرچم شامل دیسک قرمز با عقاب دوسر آلبانی است که یک روبان با نوشتهٔ «داردانیا» را نگه داشته‌است. داردانیا نام یک منطقهٔ باستانی در همین منطقهٔ کنونی کوزوو است، که به‌طور رسمی توسط هیچ قدرت بین‌المللی به رسمیت شناخته نشده‌است. این پرچم محبوبیت چندانی بدست نیاورد، ولی در زمان ادارهٔ کوزوو توسط سازمان ملل در چند رویداد فرهنگی و ورزشی استفاده شد و پس از مرگ روگووا برای پوشش تابوتش از آن استفاده کردند. هنوز هم به عنوان یک پرچم استاندارد و غیررسمی ریاست‌جمهوری و توسط دو حزب سیاسی روگووا، لیگ دموکراتیک کوزوو و لیگ دموکراتیک داردانیا استفاده می‌شود. پرچم داردانیا به عنوان پرچم ریاست‌جمهوری کوزوو در وب‌سایت رئیس‌جمهوری کوزوو به رسمیت شناخته شده‌است.
ادیتا طاهری، معاون رئیس‌جمهوری کوزوو، در نقد پرچم داردانیا گفته‌است رنگ آبی این پرچم زیاد است و باید زمینه‌ای سرخ در پرچم باشد و تنها از علائم در گوشه‌ای پرچم استفاده شود. طرفداران ارتش آزادی‌بخش سابق کوزوو نیز در پیشنهادی، به جای علامت عقاب دوسر در پرچم آلبانی از نقشهٔ کوزوو استفاده کردند که سازمان امنیت و همکاری اروپا و سازمان ملل از آن حمایت کردند و نیروهای حفاظتی و انتظامی کوزوو از آن بهره می‌برند. همچنین پیش از اعلام استقلال، در کوزوو پرچم دیگری پیشنهاد شده بود که نقشه‌ای از کوزوو را در مقابل یک پس زمینه آبی و زرد مشابه پرچم بوسنی و هرزگوین نشان می‌داد.